# Moulézan
Moulézan est une commune française située dans le centre du département du Gard, en région Occitanie.
Exposée à un climat méditerranéen, elle est drainée par la Courme, le ruisseau de Teulon et par divers autres petits cours d'eau. La commune possède un patrimoine naturel remarquable composé d'une zone naturelle d'intérêt écologique, faunistique et floristique.
Moulézan est une commune rurale qui compte 640 habitants en 2022, après avoir connu une forte hausse de la population depuis 1962.  Elle fait partie de l'aire d'attraction de Nîmes. Ses habitants sont appelés les Moulézanais ou  Moulézanaises.

## Géographie

### Localisation
Le village de Moulézan est situé à 23 km de Nîmes, au sud de Lédignan et d'Alès.
|                                    | Aigremont |                                                 |
| Saint-Théodorit, Cannes-et-Clairan | Moulézan  | Montagnac                                       |
|                                    | Montmirat | Fons, Saint-Mamert-du-Gard (par un quadripoint) |

### Climat
Pour des articles plus généraux, voir Climat de l'Occitanie et Climat du Gard.
En 2010, le climat de la commune est de type climat méditerranéen franc, selon une étude s'appuyant sur une série de données couvrant la période 1971-2000. En 2020, Météo-France publie une typologie des climats de la France métropolitaine dans laquelle la commune est exposée à un climat méditerranéen et est dans la région climatique Provence, Languedoc-Roussillon, caractérisée par une pluviométrie faible en été, un très bon ensoleillement (2 600 h/an), un été chaud (21,5 °C), un air très sec en été, sec en toutes saisons, des vents forts (fréquence de 40 à 50 % de vents > 5 m/s) et peu de brouillards.
Pour la période 1971-2000, la température annuelle moyenne est de 14,1 °C, avec une amplitude thermique annuelle de 17,7 °C. Le cumul annuel moyen de précipitations est de 901 mm, avec 6,7 jours de précipitations en janvier et 3,3 jours en juillet. Pour la période 1991-2020, la température moyenne annuelle observée sur la station météorologique la plus proche, située sur la commune de Vic-le-Fesq à 8 km à vol d'oiseau, est de 14,2 °C et le cumul annuel moyen de précipitations est de 844,7 mm,. Pour l'avenir, les paramètres climatiques de la commune estimés pour 2050 selon différents scénarios d'émission de gaz à effet de serre sont consultables sur un site dédié publié par Météo-France en novembre 2022.

### Milieux naturels et biodiversité

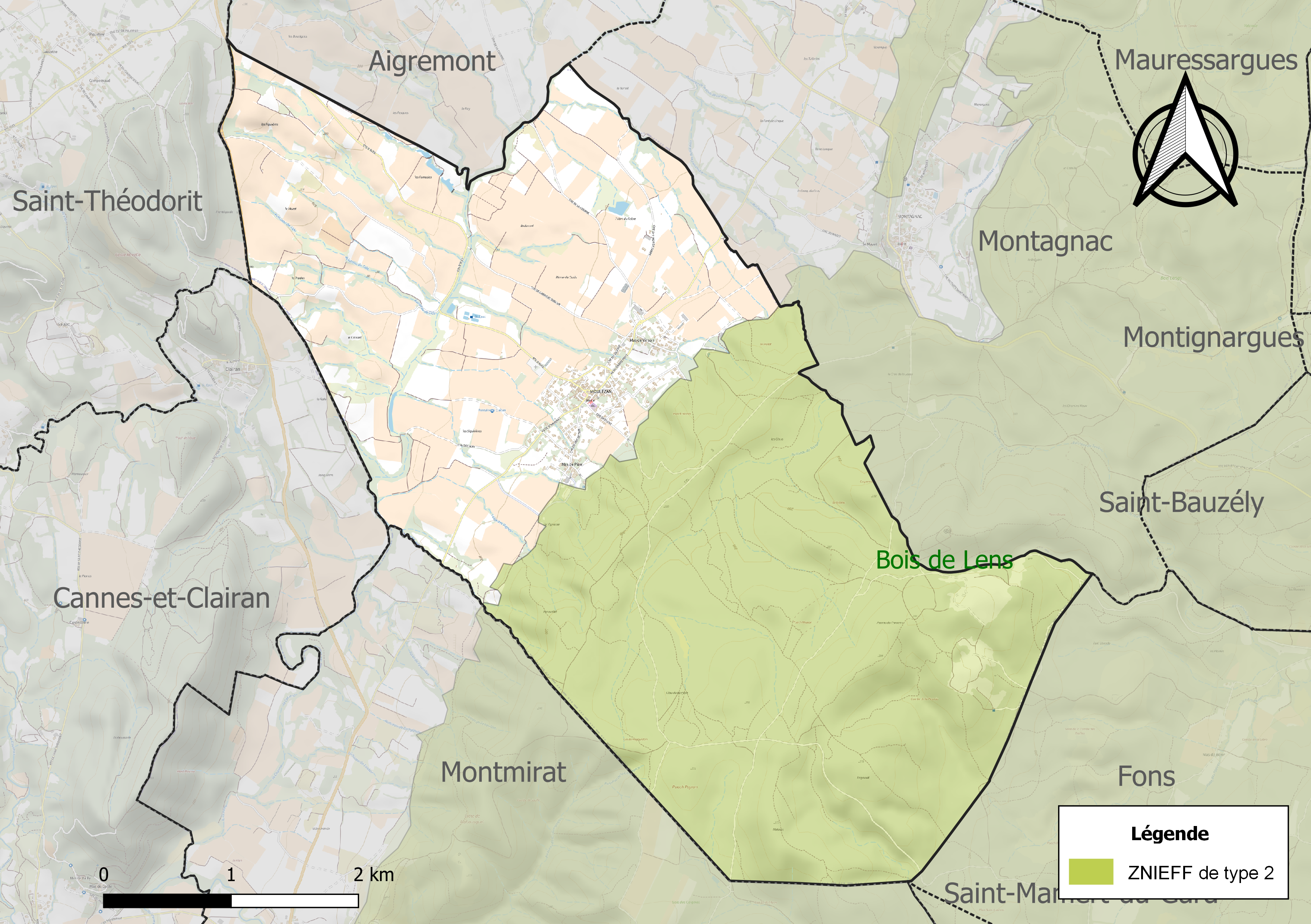
Carte de la ZNIEFF de type 2 localisée sur la commune.

L’inventaire des zones naturelles d'intérêt écologique, faunistique et floristique (ZNIEFF) a pour objectif de réaliser une couverture des zones les plus intéressantes sur le plan écologique, essentiellement dans la perspective d’améliorer la connaissance du patrimoine naturel national et de fournir aux différents décideurs un outil d’aide à la prise en compte de l’environnement dans l’aménagement du territoire.
Une ZNIEFF de type 2 est recensée sur la commune :
le « bois de Lens » (8 318 ha), couvrant 19 communes du département.

## Urbanisme

### Typologie
Au 1er janvier 2024, Moulézan est catégorisée commune rurale à habitat dispersé, selon la nouvelle grille communale de densité à sept niveaux définie par l'Insee en 2022.
Elle est située hors unité urbaine. Par ailleurs la commune fait partie de l'aire d'attraction de Nîmes, dont elle est une commune de la couronne,. Cette aire, qui regroupe 92 communes, est catégorisée dans les aires de 200 000 à moins de 700 000 habitants,.

### Occupation des sols
L'occupation des sols de la commune, telle qu'elle ressort de la base de données européenne d’occupation biophysique des sols Corine Land Cover (CLC), est marquée par l'importance des forêts et milieux semi-naturels (50,6 % en 2018), en diminution par rapport à 1990 (53,5 %). La répartition détaillée en 2018 est la suivante : 
cultures permanentes (41,3 %), forêts (28,1 %), milieux à végétation arbustive et/ou herbacée (22,5 %), zones urbanisées (4,5 %), mines, décharges et chantiers (2,9 %), zones agricoles hétérogènes (0,7 %). L'évolution de l’occupation des sols de la commune et de ses infrastructures peut être observée sur les différentes représentations cartographiques du territoire : la carte de Cassini (XVIIIe siècle), la carte d'état-major (1820-1866) et les cartes ou photos aériennes de l'IGN pour la période actuelle (1950 à aujourd'hui).

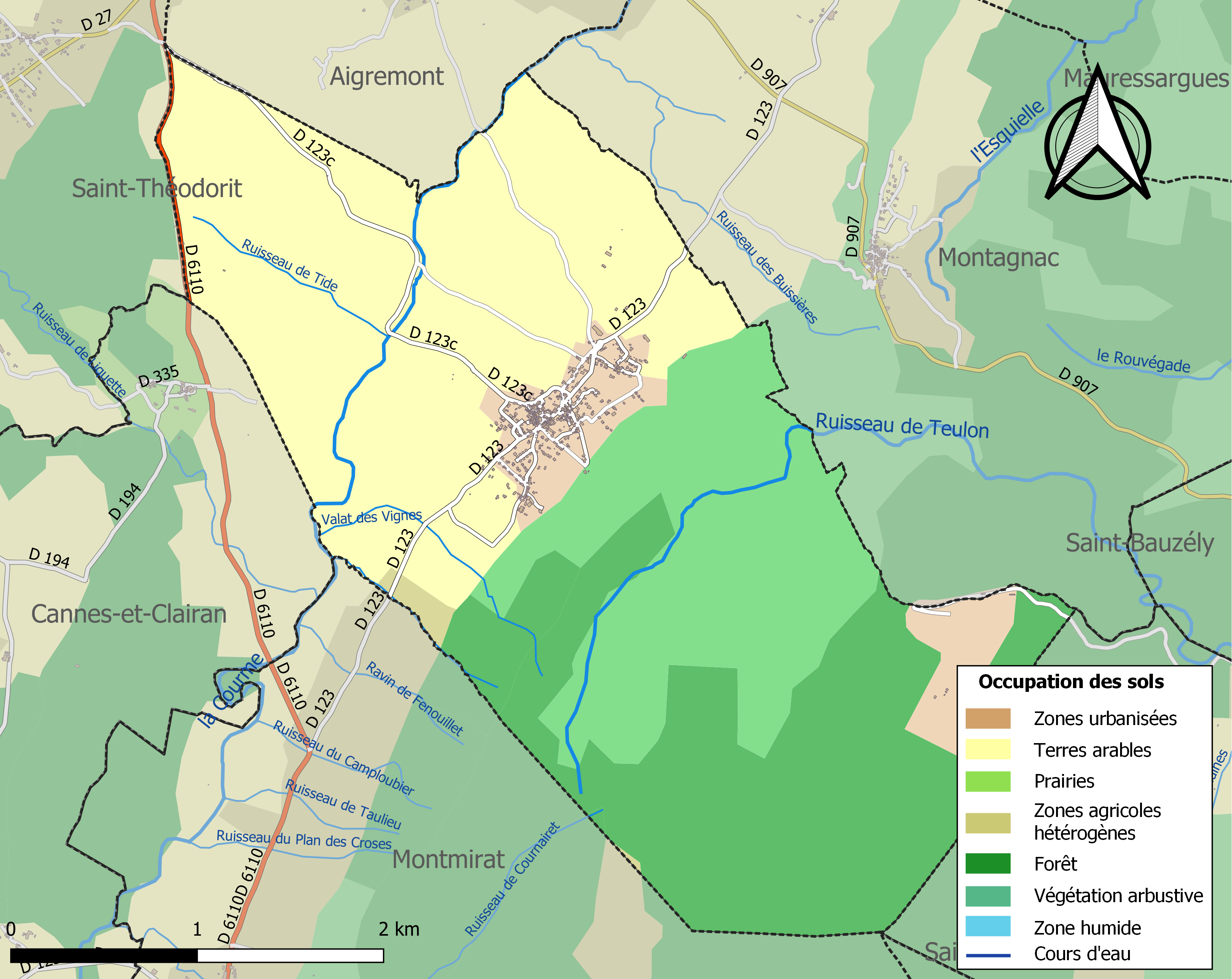
Carte des infrastructures et de l'occupation des sols de la commune en 2018 (CLC).

### Risques majeurs
Le territoire de la commune de Moulézan est vulnérable à différents aléas naturels : météorologiques (tempête, orage, neige, grand froid, canicule ou sécheresse), inondations, feux de forêts et séisme (sismicité faible). Il est également exposé à un risque technologique,  le transport de matières dangereuses. Un site publié par le BRGM permet d'évaluer simplement et rapidement les risques d'un bien localisé soit par son adresse soit par le numéro de sa parcelle.

#### Risques naturels
Certaines parties du territoire communal sont susceptibles d’être affectées par le risque d’inondation par débordement de cours d'eau et par une crue torrentielle ou à montée rapide de cours d'eau, notamment le ruisseau de Teulon et la Courme. La commune a été reconnue en état de catastrophe naturelle au titre des dommages causés par les inondations et coulées de boue survenues en 1982, 1987, 2001, 2002, 2005 et 2014,.

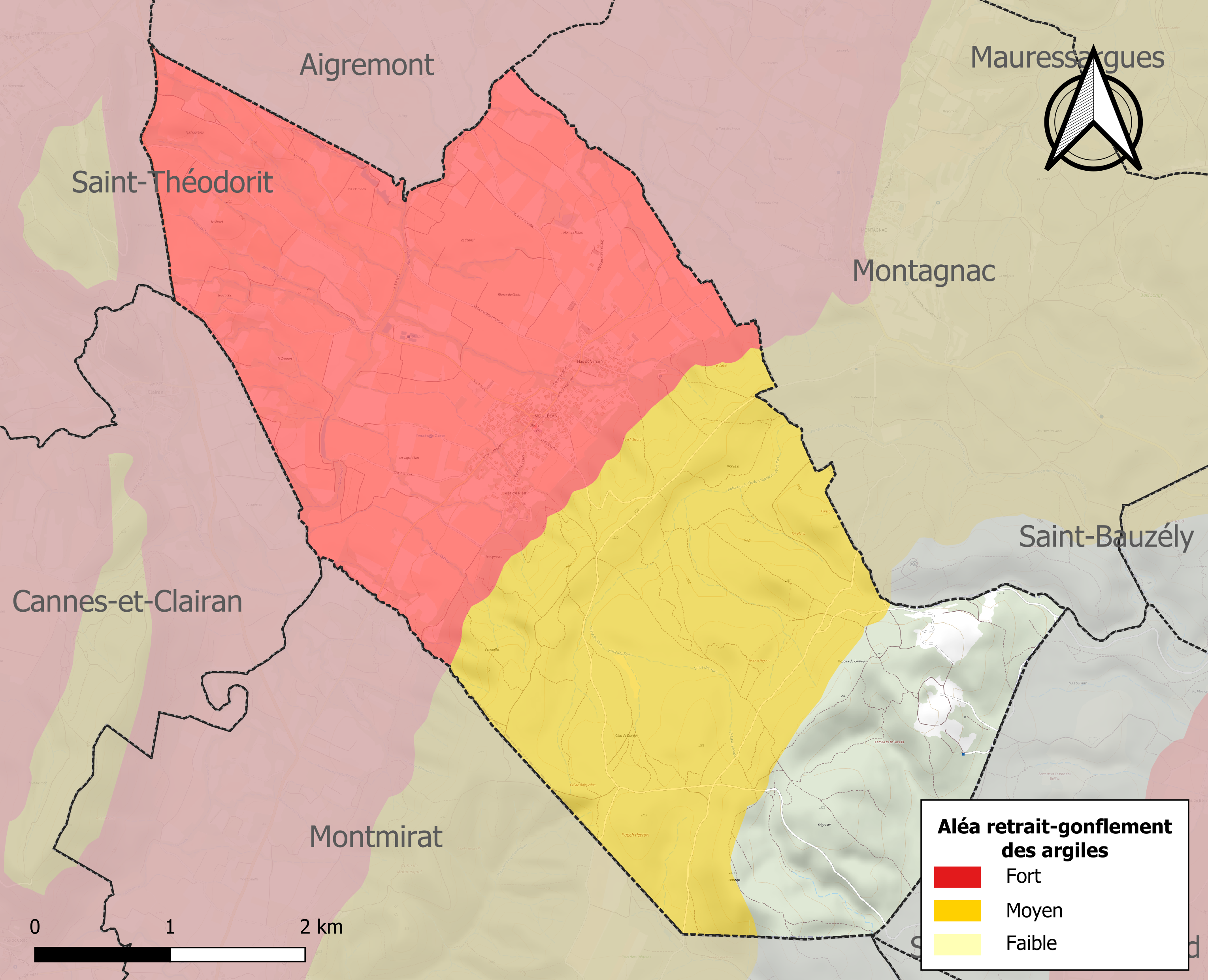
Carte des zones d'aléa retrait-gonflement des sols argileux de Moulézan.

Le retrait-gonflement des sols argileux est susceptible d'engendrer des dommages importants aux bâtiments en cas d’alternance de périodes de sécheresse et de pluie. 83,8 % de la superficie communale est en aléa moyen ou fort (67,5 % au niveau départemental et 48,5 % au niveau national). Sur les 291 bâtiments dénombrés sur la commune en 2019, 291 sont en aléa moyen ou fort, soit 100 %, à comparer aux 90 % au niveau départemental et 54 % au niveau national. Une cartographie de l'exposition du territoire national au retrait gonflement des sols argileux est disponible sur le site du BRGM,.
Par ailleurs, afin de mieux appréhender le risque d’affaissement de terrain, l'inventaire national des cavités souterraines permet de localiser celles situées sur la commune.

#### Risques technologiques
Le risque de transport de matières dangereuses sur la commune est lié à sa traversée par des infrastructures routières ou ferroviaires importantes ou la présence d'une canalisation de transport d'hydrocarbures. Un accident se produisant sur de telles infrastructures est en effet susceptible d’avoir des effets graves au bâti ou aux personnes jusqu’à 350 m, selon la nature du matériau transporté. Des dispositions d’urbanisme peuvent être préconisées en conséquence.

## Toponymie
Provençal Moulesan, du roman Molesanum, Molazanum.
Les habitants s'appellent des Moulézanais et Moulézanaises.

## Histoire

### Antiquité
La commune de Moulézan est, depuis l'antiquité, le principal site d'extraction de la pierre de Lens, un calcaire oolithique de faciès urgonien blanc à l'extraction, dont le grain très fin dépourvu de fossiles et la grande résistance n'avaient pas d'équivalent en Gaule narbonnaise pour la sculpture ornementale et la statuaire, au point de faire concurrence au marbre de Carrare,. Transportée par voie d'eau ou terrestre on la retrouve ainsi de Nice à Narbonne, ainsi qu'à Beaucaire, Arles, Béziers, Fréjus et surtout à Nîmes situé 20 km à l'Est, notamment dans les décors de la Maison Carrée,,. Sur les 19 carrières répertoriées du Bois des Lens, regroupées en trois zones du Nord au Sud, dont 10 situées à Moulézan, celles de tradition hellénistique du Roquet à Montmirat et de la Figuière à Fons, qui remonteraient au IVe siècle av. J.-C. et d'où proviendraient les pierres de la tour de Mauressip à Saint-Côme, comptent parmi les 15 carrières exploitées ensuite par les Romains à partir de 30 avant J.C. et, pour certaines d'entre elles, jusqu'au VIe siècle apr. J.-C. En 1987, la carrière de Mathieu à Montagnac et la carrière du Roquet ont ainsi été inscrites monuments historiques. Les deux carrières les plus méridionales, situées à Combas, ont été à nouveau exploitées du haut Moyen Âge jusqu'au XVIe siècle. Mais c'est surtout à partir du milieu du XIXe siècle que l'exploitation de la pierre de Lens de la meilleure qualité a repris à Moulézan, où se situent les trois carrières toujours en activité, dont deux de pierre de taille, en grande partie sur les sites des carrières de Bone et d'Hérald-Nègre d'origine romaine. Cette pierre est alors exportée dans plusieurs pays d'Europe et même en Amérique (mais pas, comme il a pu parfois être écrit, et comme l'ont fait de même d'autres sources tout aussi erronées à propos de multiples lieux d'extraction à travers la France, pour le socle de la statue de la liberté de New York, qui en fait est constitué de murs de béton coulé et de blocs de granit rose extrait d'une carrière du Connecticut), tout en étant également appréciée pour la statuaire, avec notamment la sculpture du Christ qui orne la façade de l'église Sainte-Perpétue et Sainte-Félicité de Nîmes ou la  version de l'ours blanc de François Pompon, réalisée de 1927 à 1929 et conservée au musée d'Orsay.

### Moyen Âge
Le village est mentionné Ecclesia Sancte-Crucis de Molasano en 1119 dans le bullaire de Saint-Gilles.

### Époque contemporaine
Le 1er octobre 1947, Moulézan-et-Montagnac devient Moulézan, Montagnac, sur son promontoire, devenant commune à part entière.

## Politique et administration

### Liste des maires
| Période                                  | Période  | Identité                 | Étiquette        | Qualité                               |
| ---------------------------------------- | -------- | ------------------------ | ---------------- | ------------------------------------- |
| 1971                                     | 1989     | Fernand Joseph Senthille |                  |                                       |
| 1989                                     | 2008     | Jean-Paul Thouzelier     | DVG              |                                       |
| 2008                                     | 2024     | Pierre Lucchini          | [Sans étiquette] | Retraité Armée de Terre               |
| 2024                                     | En cours | Denis Malaval            | [Sans étiquette] | Retraité chef d'atelier en menuiserie |
| Les données manquantes sont à compléter. |          |                          |                  |                                       |

## Population et société

### Démographie
L'évolution du nombre d'habitants est connue à travers les recensements de la population effectués dans la commune depuis 1793. Pour les communes de moins de 10 000 habitants, une enquête de recensement portant sur toute la population est réalisée tous les cinq ans, les populations de référence des années intermédiaires étant quant à elles estimées par interpolation ou extrapolation. Pour la commune, le premier recensement exhaustif entrant dans le cadre du nouveau dispositif a été réalisé en 2006.

En 2022, la commune comptait 640 habitants, en évolution de +1,11 % par rapport à 2016 (Gard : +2,97 %, France hors Mayotte : +2,11 %).
| 1793 | 1800 | 1806 | 1821 | 1831 | 1836 | 1841 | 1846 | 1851 |
| ---- | ---- | ---- | ---- | ---- | ---- | ---- | ---- | ---- |
| 255  | 272  | 326  | 481  | 536  | 548  | 556  | 567  | 601  |

| 1856 | 1861 | 1866 | 1872 | 1876 | 1881 | 1886 | 1891 | 1896 |
| ---- | ---- | ---- | ---- | ---- | ---- | ---- | ---- | ---- |
| 576  | 586  | 599  | 580  | 534  | 502  | 521  | 509  | 506  |

| 1901 | 1906 | 1911 | 1921 | 1926 | 1931 | 1936 | 1946 | 1954 |
| ---- | ---- | ---- | ---- | ---- | ---- | ---- | ---- | ---- |
| 501  | 525  | 516  | 507  | 466  | 434  | 411  | 311  | 282  |

| 1962 | 1968 | 1975 | 1982 | 1990 | 1999 | 2006 | 2011 | 2016 |
| ---- | ---- | ---- | ---- | ---- | ---- | ---- | ---- | ---- |
| 278  | 280  | 284  | 300  | 330  | 396  | 415  | 597  | 633  |

| 2021 | 2022 | - | - | - | - | - | - | - |
| ---- | ---- | - | - | - | - | - | - | - |
| 648  | 640  | - | - | - | - | - | - | - |

### Enseignement
La commune dépend de l'académie de Montpellier. Les élèves commencent leur scolarité à Moulézan. L'école primaire accueille 48 enfants. Le collège le plus proche se situe à Saint-Geniès-de-Malgoirès et le lycée le plus proche à Saint-Christol-lez-Alès.
Une école privée est également présente, l'école Montessori des Leins.

## Économie

### Revenus
En 2018  (données Insee publiées en septembre 2021), la commune compte 255 ménages fiscaux, regroupant 612 personnes. La médiane du revenu disponible par unité de consommation est de 19 310 € (20 020 € dans le département).

### Emploi
|                | 2008   | 2013   | 2018 |
| -------------- | ------ | ------ | ---- |
| Commune        | 10,5 % | 10,5 % | 19 % |
| Département    | 10,6 % | 12 %   | 12 % |
| France entière | 8,3 %  | 10 %   | 10 % |

En 2018, la population âgée de 15 à 64 ans s'élève à 406 personnes, parmi lesquelles on compte 79,9 % d'actifs (60,9 % ayant un emploi et 19 % de chômeurs) et 20,1 % d'inactifs,. En  2018, le taux de chômage communal (au sens du recensement) des 15-64 ans est supérieur à celui de la France et du département, alors qu'il était inférieur à celui du département en 2008.
La commune fait partie de la couronne de l'aire d'attraction de Nîmes, du fait qu'au moins 15 % des actifs travaillent dans le pôle,. Elle compte 84 emplois en 2018, contre 64 en 2013 et 46 en 2008. Le nombre d'actifs ayant un emploi résidant dans la commune est de 249, soit un indicateur de concentration d'emploi de 33,8 % et un taux d'activité parmi les 15 ans ou plus de 64,5 %.
Sur ces 249 actifs de 15 ans ou plus ayant un emploi, 56 travaillent dans la commune, soit 22 % des habitants. Pour se rendre au travail, 88,8 % des habitants utilisent un véhicule personnel ou de fonction à quatre roues, 2,9 % les transports en commun, 4,1 % s'y rendent en deux-roues, à vélo ou à pied et 4,1 % n'ont pas besoin de transport (travail au domicile).

### Activités hors agriculture

#### Secteurs d'activités
52 établissements sont implantés  à Moulézan au 31 décembre 2019. Le tableau ci-dessous en détaille le nombre par secteur d'activité et compare les ratios avec ceux du département,.
| Secteur d'activité                                                                                        | Commune | Commune | Département |
| Secteur d'activité                                                                                        | Nombre  | %       | %           |
| --- | ------- | ------- | ----------- |
| Ensemble                                                                                                  | 52      |         |             |
| Industrie manufacturière, industries extractives et autres                                                | 7       | 13,5 %  | (7,9 %)     |
| Construction                                                                                              | 9       | 17,3 %  | (15,5 %)    |
| Commerce de gros et de détail, transports, hébergement et restauration                                    | 11      | 21,2 %  | (30 %)      |
| Activités financières et d'assurance                                                                      | 1       | 1,9 %   | (3 %)       |
| Activités immobilières                                                                                    | 6       | 11,5 %  | (4,1 %)     |
| Activités spécialisées, scientifiques et techniques et activités de services administratifs et de soutien | 6       | 11,5 %  | (14,9 %)    |
| Administration publique, enseignement, santé humaine et action sociale                                    | 5       | 9,6 %   | (13,5 %)    |
| Autres activités de services                                                                              | 7       | 13,5 %  | (8,8 %)     |

Le secteur du commerce de gros et de détail, des transports, de l'hébergement et de la restauration est prépondérant sur la commune puisqu'il représente 21,2 % du nombre total d'établissements de la commune (11 sur les 52 entreprises implantées  à Moulézan), contre 30 % au niveau départemental.

### Agriculture
La commune est dans les Garrigues, une petite région agricole occupant le centre du département du Gard. En 2020, l'orientation technico-économique de l'agriculture  sur la commune est la viticulture. 
|               | 1988 | 2000 | 2010 | 2020 |
| ------------- | ---- | ---- | ---- | ---- |
| Exploitations | 32   | 26   | 20   | 17   |
| SAU (ha)      | 429  | 350  | 315  | 307  |

Le nombre d'exploitations agricoles en activité et ayant leur siège dans la commune est passé de 32 lors du recensement agricole de 1988  à 26 en 2000 puis à 20 en 2010 et enfin à 17 en 2020, soit une baisse de 47 % en 32 ans. Le même mouvement est observé à l'échelle du département qui a perdu pendant cette période 61 % de ses exploitations,. La surface agricole utilisée sur la commune a également diminué, passant de 429 ha en 1988 à 307 ha en 2020. Parallèlement la surface agricole utilisée moyenne par exploitation a augmenté, passant de 13 à 18 ha.

### Secteurs d'activités
La pierre de Lens, exploitée depuis l'antiquité, compte parmi les calcaires les plus réputés de France, en raison de sa blancheur sans défauts et, à la différence du tuffeau, de sa dureté adaptée à la sculpture, même si son utilisation pour la statuaire est moins mise en avant actuellement par les carriers industriels qui l'exploitent surtout pour la construction. La formation dont la qualité est la plus recherchée se situe à Moulézan, sur le versant oriental du massif dans une zone relativement restreinte d'environ 2 km de large, contrainte par la demande de préservation depuis les années 1970 des carrières antiques, qui subsistent en hauteur plus à l'Ouest.
À l'extrémité orientale de la commune, coexistent trois carrières, rouvertes après plusieurs décennies d'arrêt, dont celle de « Rocamat Pierre Naturelle » d'origine romaine, reprise depuis 1982, renouvelée en 2009 et rachetée en 2019 par la société Polycor France et celle moderne de la société « Pierre de Taille du Midi », en activité depuis 1999 et renouvelée en 2014, alors que la troisième carrière, également d'origine romaine, exploitée par OMYA, ne produit que des granulats. L'intérêt  patrimonial des deux premières carrières réside dans le fait qu’elles sont les dernières à extraire les blocs de pierre de taille de Lens, afin de pérenniser l’accès à ce matériau historique, qui a notamment été utilisé pour la nouvelle façade de la gare Saint-Charles à Marseille.

## Culture locale et patrimoine

### Édifices religieux
- Église Sainte-Croix de Moulézan.

## Héraldique
| Blason de Moulézan | Blason  | D'argent, à un pal losangé d'or et de sable.     |
| Blason de Moulézan | Détails | Le statut officiel du blason reste à déterminer. |